# Diadegma akoense
Diadegma akoense är en stekelart som först beskrevs av Tokuichi Shiraki 1917.  Diadegma akoense ingår i släktet Diadegma och familjen brokparasitsteklar. Inga underarter finns listade i Catalogue of Life.